# علعال (إربد)
علعال، بلدة أردنية في محافظة إربد في الأردن، تتبع إداريا لقضاء إربد. بحسب احصاء عام 2015 بلغ عدد سكانها 7469 نسمة.

## روابط خارجية
- خريطة من ويكي مابيا
- فيديو من يو تيوب على يوتيوب